# Spanje op de Olympische Winterspelen 1956
Tijdens de Olympische Winterspelen van 1956, die in Cortina d'Ampezzo (Italië) werden gehouden, nam Spanje voor de vierde keer deel.

## Deelnemers en resultaten

### Alpineskiën
| Olympiër            | Discipline       | Resultaat | Prestatie                      |
| ------------------- | ---------------- | --------- | ------------------------------ |
| Luis Arias          | reuzenslalom (m) | 53e       | 3.47,1 (+47,0)                 |
| Luis Arias          | slalom (m)       | 31e       | 4.12,8 (+58,1) 1.51,7+2.21,1   |
| Luis Molné          | afdaling (m)     | 37e       | 4.08,9 (+1.16,7)               |
| Luis Molné          | reuzenslalom (m) | dq        | diskwalificatie                |
| Luis Molné          | slalom (m)       | 56e       | 5.53,0 (+2.38,3) 2.45,5+3.07,5 |
| Jaime Talens        | afdaling (m)     | dq        | diskwalificatie                |
| Jaime Talens        | reuzenslalom (m) | 83e       | 4.52,2 (+1.52,1)               |
| Jaime Talens        | slalom (m)       | 52e       | 5.04,2 (+1.49,5) 2.25,7+2.38,5 |
| Francisco Viladomat | afdaling (m)     | 36e       | 4.02,1 (+1.09,9)               |
| Francisco Viladomat | reuzenslalom (m) | 68e       | 4.08,7 (+1.08,6)               |
| Francisco Viladomat | slalom (m)       | dq        | diskwalificatie                |

### Bobsleeën
| Olympiër                                                        | Discipline             | Resultaat | Prestatie                                               |
| --------------------------------------------------------------- | ---------------------- | --------- | ------------------------------------------------------- |
| Alfonso De Portago Vicente Sartorius                            | 2-mansbob (m) Spanje I | 4e        | 5.37,60 (+7,46) (1.24,81 / 1.23,77 / 1.24,03 / 1.24,99) |
| Alfonso De Portago Vicente Sartorius Gonzalo Taboada Luis Muñoz | 4-mansbob (m) Spanje I | 9e        | 5.19,49 (+9,05) (1.18,87 / 1.19,27 / 1.21,37 / 1.19,98) |

### Kunstrijden
| Olympiër       | Discipline | Resultaat | Prestatie                 |
| -------------- | ---------- | --------- | ------------------------- |
| Darío Villalba | mannen     | 14e       | pc. 128,0; 127,300 punten |

Australië · België · Bolivia · Bulgarije · Canada · Chili · Duits eenheidsteam · Finland · Frankrijk · Griekenland · Groot-Brittannië · Hongarije · IJsland · Iran · Italië · Japan · Joegoslavië · Libanon · Liechtenstein · Nederland · Noorwegen · Oostenrijk · Polen · Roemenië ·  Sovjet-Unie · Spanje · Tsjecho-Slowakije · Turkije · Verenigde Staten · Zuid-Korea · Zweden · Zwitserland